# Kifisia
Kifisia (también llamado Kephisia o Cephissia; en griego: Κηφισιά) es un municipio y uno de los más poblados de Ática en Grecia.

## Origen
El municipio de Kifisia fue creado en 2011 por una reforma del gobierno local en la que decidieron fusionar 3 municipalidades, las cuales pasaron a ser unidades municipales:
- Ekali
- Kifisia
- Nea Erythraia

El municipio tiene una extensión territorial del 35.100 km2, la unidad municipal 25.937 km2.

## Economía
Kifisia es la sede de diversas entidades que generan empleo como Accenture, Aegean Airlines, Barclays, BP, Eurobank Ergasias, Eltrak, Ellaktor, Kioleides, Ferrari Metaxa, Metro S.A. y Volvo.

## Deporte
Aunque fue creado en el siglo XXI, Kifissia cuenta con varios equipos deportivos en deportes distintos. De ellos el más notable es el ZAON, equipo que ha ganados varios títulos a nivel Panhelénico en voleibol femenil, el Kifissia AC ha jugado la mayor parte de su historia en la primera división masculina de voleibol (A1 Ethniki) y el Nea Kifissia B.C. ha jugado en la primera división nacional de baloncesto (Greek Basket League). Su equipo de fútbol es el Kifissia FC, y ha jugado en la Super League Greece (primera división). Kifissia también está en fútbol sala con el Athina 90 (máximo ganador de la Futsal League), AOH Hymettus (máximo campeón del Field Hockey League), y el Iraklis Kifissias Presence de la A1 Womans Category, con más de 200 atletas en la Iraklis Kifissias Volleyball Academy.
| Equipos deportivos en Kifisia                      | Equipos deportivos en Kifisia | Equipos deportivos en Kifisia | Equipos deportivos en Kifisia       |
| Club                                               | Fundación                     | Deporte                       | Logros                              |
| -------------------------------------------------- | ----------------------------- | ----------------------------- | ----------------------------------- |
| Kifissia AC                                        | 1932                          | Voleibol                      | Equipo de la A1 Ethniki             |
| Kifissia FC (Anteriores: AO Kifissia, Elpidoforos) | 2012 (1932) (1971)            | Fútbol                        | Ha jugado en la Super League Greece |
| Iraklis Kifissias                                  | 1992                          | Voleibol                      | Equipo de la A1 Womans Category     |
| ZAON Kifissia                                      | 1966                          | Voleibol, Baloncesto          | Campeón regional                    |
| Athina 90                                          | 1990                          | Futsal                        | Campeón regional                    |
| AOH Hymettus                                       | 1990                          | Hockey sobre hierba           | Campeón regional                    |
| Nea Kifissia B.C.                                  | 1996                          | Baloncesto                    | Equipo de la A1 Ethniki             |